# هیوجوشو
هیوجوشو (به ژاپنی: 評定衆 ひょうじょうしゅう) در دوره کاماکورا و دوره موروماچی یک منصب بود. در دوره کاماکورا، هیوجوشو بالاترین ارگان سیاسی شوگون‌سالاری کاماکورا بود و بالاترین ارگانی بود که مسئولیت کلیه امور اداری، قضایی و قانونگذاری را بر عهده داشت.